# SsangYong Chairman
O  Chairman  é um sedã de luxo da fabricante SsangYong. Ele tem 10 Airbags (2 Airbags frontais dianteiros, 2 Airbags de cortina nas laterais, 2 Airbags de joelhos frontais, 2 Airbags laterais dos bancos dianteiros e 2 Airbags nos bancos traseiros), motor de seis cilindros em linha com 3.2 litros e 225 cv e sistema de controle da qualidade do ar. Tem como base o Mercedes-Benz W140.